# Kosuke Yamazaki
Kosuke Yamazaki (山﨑 浩介 Yamazaki Kōsuke?, Saitama, 30 de diciembre de 1995) es un futbolista japonés que juega como defensa en el Yokohama FC.

## Trayectoria

### Clubes
| Club              | País  | Año       |
| ----------------- | ----- | --------- |
| Ehime FC          | Japón | 2018-2020 |
| Montedio Yamagata | Japón | 2021-2022 |
| Sagan Tosu        | Japón | 2023-2024 |
| Yokohama FC       | Japón | 2025-     |